# Scaptomyza paradusta
Scaptomyza paradusta är en tvåvingeart som beskrevs av Wheeler 1952. Scaptomyza paradusta ingår i släktet Scaptomyza och familjen daggflugor. Inga underarter finns listade i Catalogue of Life.